# Wayne Williams (Mörder)
Wayne Bertram Williams (* 27. Mai 1958 in Atlanta, Georgia) ist ein verurteilter amerikanischer Mörder, der lebenslänglich für 1980 und 1981 in Atlanta begangene Morde an zwei Männern einsitzt. Es wird davon ausgegangen, dass er für mindestens 24 der 30 Ermordungen von Kindern zwischen den Jahren 1979 und 1981, auch bekannt als die Kindermorde von Atlanta, verantwortlich ist. Wegen der Kindermorde wurde gegen ihn ermittelt, aber er wurde für diese Taten nicht strafrechtlich belangt.

## Frühes Leben und Bildung
Wayne Williams, Sohn von Homer und Faye Williams (beide Lehrer), wuchs im Stadtviertel Dixie Hills im Südwesten Atlantas auf. Williams machte seinen High-School-Abschluss an der Douglass High School und entwickelte ein starkes Interesse an Radio und Journalismus. Er baute sich einen eigenen Trägerstrom-Radiosender und bemühte sich im Umfeld der lokalen Radiosender WIGO und WAOK um Kontakte zu Ansagern und Moderatoren. Er beschäftigte sich damit, Produzent und Manager für Popmusik zu werden.

## Atlanta-Morde
Williams wurde zum ersten Mal am Morgen des 22. Mai 1981 zu einem Verdächtigen der Morde in Atlanta, als ein Polizeiüberwachungsteam beim Beobachten der James-Jackson-Parkway-Brücke, die den Chattahoochee River überspannte (ein Ort, an dem die Leichen mehrerer Opfer entdeckt worden waren), ein lautes Platschen hörte, was darauf hindeutete, dass etwas von der Brücke in den darunter liegenden Fluss geworfen worden war. Das erste Auto, das nach dem Aufprall gegen 2:50 Uhr die Brücke verließ, gehörte Williams. Als er angehalten und befragt wurde, sagte er der Polizei, dass er auf dem Weg sei, eine Adresse in einer Nachbarstadt zu überprüfen, an welcher er am nächsten Vormittag einen Vorsingtermin mit einer jungen Sängerin namens Cheryl Johnson habe. Es stellte sich jedoch heraus, dass sowohl die Telefonnummer, die er der Polizei gegeben hatte, als auch Cheryl Johnson frei erfunden waren.
Zwei Tage später, am 24. Mai, wurde die nackte Leiche des 27-jährigen Nathaniel Cater, der seit vier Tagen vermisst und zuletzt mit Williams gesehen wurde, im Fluss entdeckt. Der Gerichtsmediziner entschied, dass er wahrscheinlich an Asphyxie gestorben, jedoch nicht, dass er erwürgt worden war. Die Polizei dachte, dass Williams Cater getötet hatte und dass seine Leiche das Platschgeräusch verursacht hatte, das sie hörten, als sein Auto die Brücke überquerte.
Williams hat drei Lügendetektortests nicht bestanden. Es wurde festgestellt, dass Haare und Fasern eines anderen Opfers, Jimmy Ray Payne, mit denen aus seinem Haus, Auto und Hund übereinstimmten. Mitarbeiter von Williams sagten der Polizei, sie hätten ihn etwa zur Zeit des Mordes mit Kratzern im Gesicht und an den Armen gesehen, die ihm, so vermuteten die Ermittler, von Opfern zugefügt worden sein könnten. Williams hielt vor seinem Haus eine Pressekonferenz ab, um seine Unschuld zu erklären, und erklärte freiwillig, dass er die ohnehin nicht gerichtsverwertbaren Lügendetektortests nicht bestanden habe.
Williams wurde am 3. und 4. Juni im Hauptquartier des FBI erneut 12 Stunden lang von der Polizei verhört und ohne Festnahme oder Anklage freigelassen, blieb aber unter Beobachtung.

## Verhaftung und Prozess
Williams wurde am 21. Juni 1981 für die Morde an Cater und Payne verhaftet. Sein Prozess begann am 6. Januar 1982 in Fulton County. Während des zweimonatigen Prozesses ordneten die Staatsanwälte einer Reihe von Opfern 19 Faserquellen aus Williams Haus und Auto zu: seine Bettdecke, sein Badezimmer, seine Handschuhe, seine Kleidung, seine Teppiche, sein Hund und eine ungewöhnliche dreischichtige Teppichfaser. Weitere Beweise waren Zeugenaussagen, die Williams zu Lebzeiten mit mehreren Opfern in Verbindung brachten, und Unstimmigkeiten in seinen Berichten über seine Aufenthaltsorte. Williams nahm zu seiner eigenen Verteidigung Stellung, brachte die Jury jedoch gegen sich auf, indem er wütend und kämpferisch wurde. Nach 12 Stunden Beratung befand ihn die Jury am 27. Februar der Morde an Cater und Payne für schuldig. Er wurde zu lebenslanger Haft verurteilt. Nachdem Williams verdächtigt worden war, endete die Mordserie.
In den späten 1990er Jahren reichte Williams eine Habeas-Corpus-Petition ein und beantragte eine Wiederaufnahme des Verfahrens. Der Richter am Obersten Gericht von Butts County, Hal Craig, lehnte seine Berufung ab. Der Generalstaatsanwalt von Georgia, Thurbert Baker, sagte: „Obwohl dies das Berufungsverfahren nicht beendet, bin ich mit den Ergebnissen im Habeas-Fall zufrieden“ und dass sein Büro „weiterhin alles tun wird, um die Verurteilung aufrechtzuerhalten“. Anfang 2004 beantragte Williams erneut ein Wiederaufnahmeverfahren, wobei seine Anwälte argumentierten, dass Strafverfolgungsbeamte Beweise für eine Beteiligung des Ku-Klux-Klans vertuschten und dass Teppichfasern, die ihn angeblich mit den Verbrechen in Verbindung brachten, einer wissenschaftlichen Prüfung nicht standhalten würden. Ein Bundesrichter lehnte den Antrag auf Wiederaufnahme des Verfahrens am 17. Oktober 2006 ab.

## Nachwirkungen
Williams wurde nie wegen einer der Kindermorde in Atlanta angeklagt. Die Polizei schrieb Williams jedoch 22 weitere Todesfälle zu, darunter die von 18 Minderjährigen.
Williams verbüßt seine Strafe im Telfair State Prison. Am 20. November 2019 wurde Williams erneut die Bewährung verweigert. Die nächste Entlassung auf Bewährung kann er im November 2027 beantragen.
Am 21. März 2019 hatten die Bürgermeisterin Atlantas Keisha Lance Bottoms sowie die Polizeichefin Atlantas Erika Shields angekündigt, dass die Beweise der Morde nochmals vom Atlanta Police Department, dem Fulton County District Attorney’s Office und dem Georgia Bureau of Investigation getestet würden. In einer Pressekonferenz sagte Bürgermeisterin Bottoms: „Es kann sein, dass es nichts mehr zu testen gibt. Aber ich denke, die Geschichte wird uns nach unseren Taten beurteilen, und wir werden sagen können, dass wir es versucht haben.“
Am 19. August 2019 hat ein Mann aus Atlanta, Derwin Davis, behauptet, Williams habe 1979 versucht, ihn zu entführen.

## Medien
Williams tritt in mehreren Mediendarstellungen des Falls als Antagonist auf. Er wurde erstmals 1985 in der Fernseh-Miniserie The Atlanta Child Murders dargestellt und von Calvin Levels gespielt. Im Jahr 2000 veröffentlichte Showtime ein Drama mit dem Titel Who Killed Atlanta’s Children? mit Clé Bennett als Williams. Im Jahr 2019 war Williams in der zweiten Staffel der Netflix-Serie Mindhunter neben anderen Mördern wie Charles Manson und David Berkowitz zu sehen. Williams wurde dabei von Christopher Livingston porträtiert.